# متحف برانلي
 متحف برانلي (بالفرنسية: Musée du quai Branly) هو متحف في العاصمة الفرنسية باريس على مقربة من برج إيفل وعلى ضفاف نهر السين، يهتم بالفن البدائي أو الأولي

## البناء
بني هذا المتحف من مواد صديقة للبيئة، فالطلاء لا يحتوي على السولفان Solvant على سبيل المثال، والجدران عليها غطاء نباتي، والإنارة تعتمد بشكل كبير على ضوء النهار لتوفير استهلاك الكهرباء.

## المحتويات
لم يعد المتحف المعاصر يمارس سطوته على الزائر، بل إن المعروضات تـُدخل الزائر في علاقة تفاعلية، إذ يصبح من يراها جزء لا يتجزأ من المتحف. في السابق كنا نشعر بالتقزم أمام المعروضات والاختزالات الحضارية ولكن متحف برانلي حاول أن يتجاوز هذا الأمر.
كل رئيس جمهورية فرنسية منذ جورج بومبيدو يحاول أن يسم عهده ببصمة ثقافية، وهذا ما كان عليه الحال مع الرئيس جيسكار ومتحف أورسيه وفرانسوا ميتيران والمكتبة الوطنية وهرم اللوڤر وأخيراً جاك شيراك ومتحف برانلي.

## التصميم
المصمم هو المهندس جان نوڤيل وهو مرجع في مجال العمارة، فاز بالتصميم بعد مسابقة عالمية. في الواقع ليس من السهل فهم هندسة جان نوڤيل لأنها تحتاج إلى ثقافة هندسية وفنية إما عالية أو خاصة ؛ ولكن هذا يأتي ربما متناسباً مع فكرة متحف برانلي التي عـُنيت بنوع غريب من الفن.

## يوجد في المتحف
يوجد في المتحف كمية كبيرة ومتنوعة لفنون بدائية بعيدة عن تقنيات الآلة كتماثيل من أفريقيا ولباس تقليدي من الجزائر وصيغ وحلي من الجزائر وسوريا ومصر بالإضافة إلى السجاد العجمي (كاشان)، وفية أيضا نبذة عن بدايات المسرح ولا سيما مسر ح الظل في سوريا.

## معرض صور

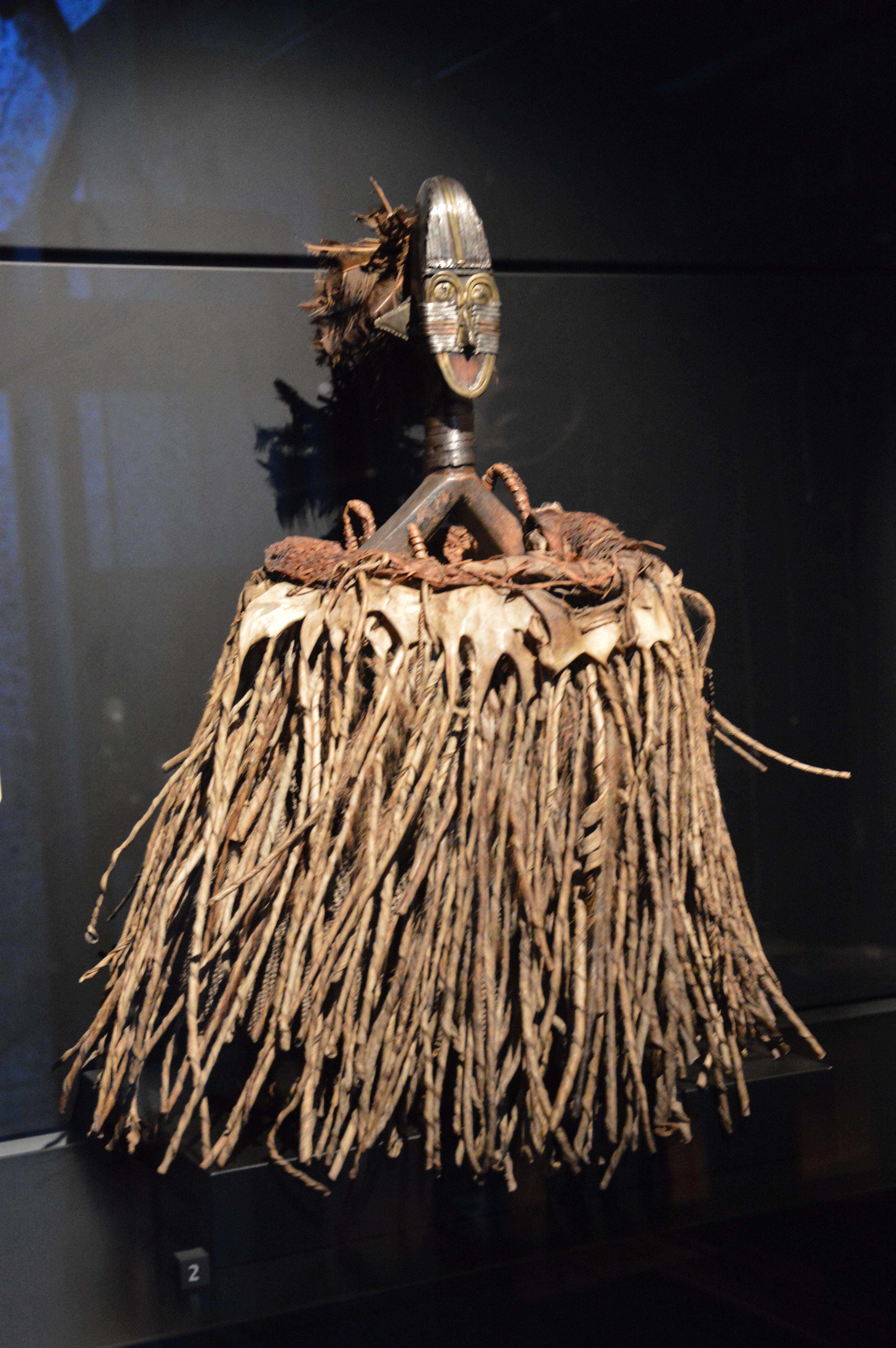
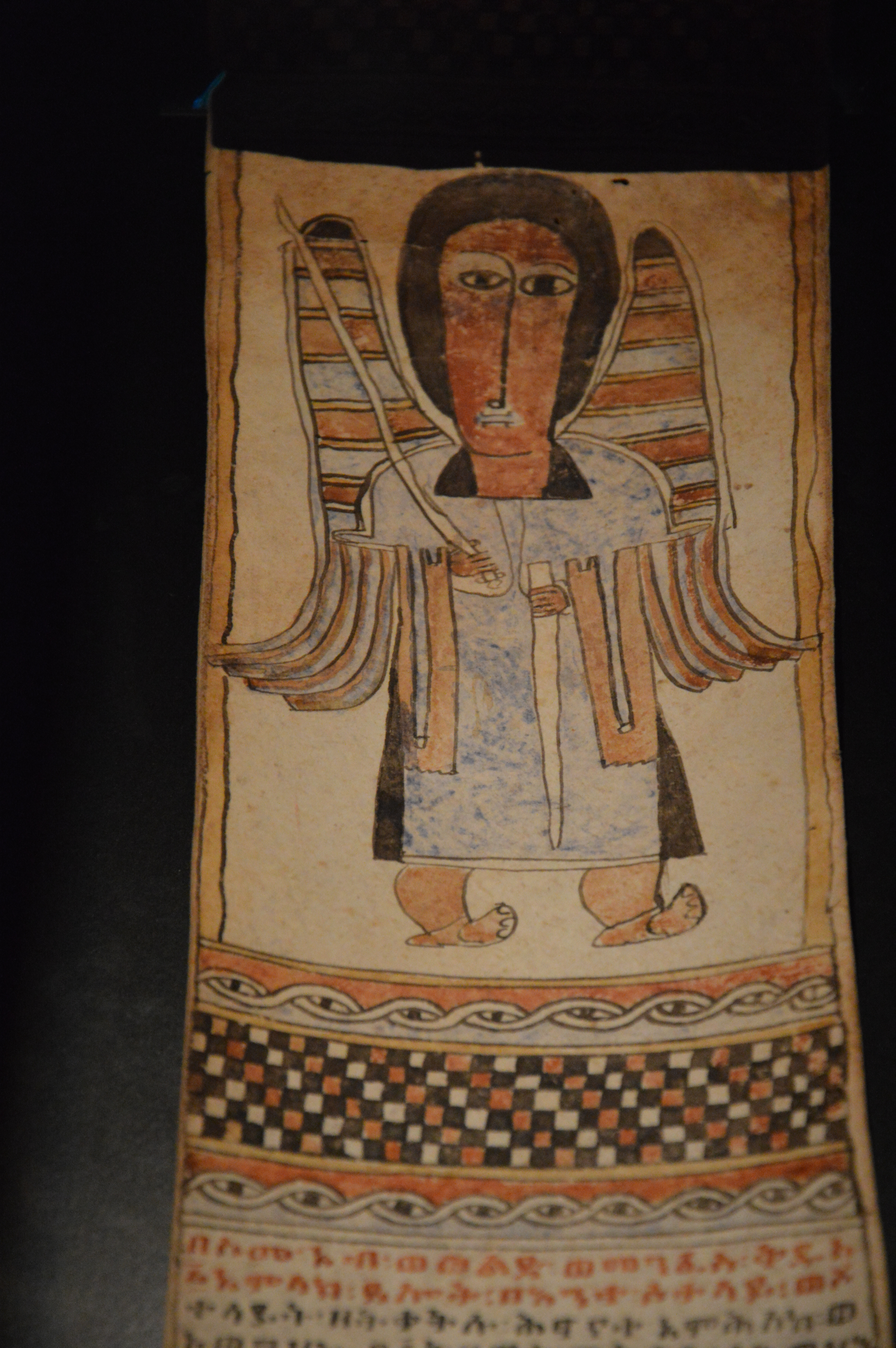
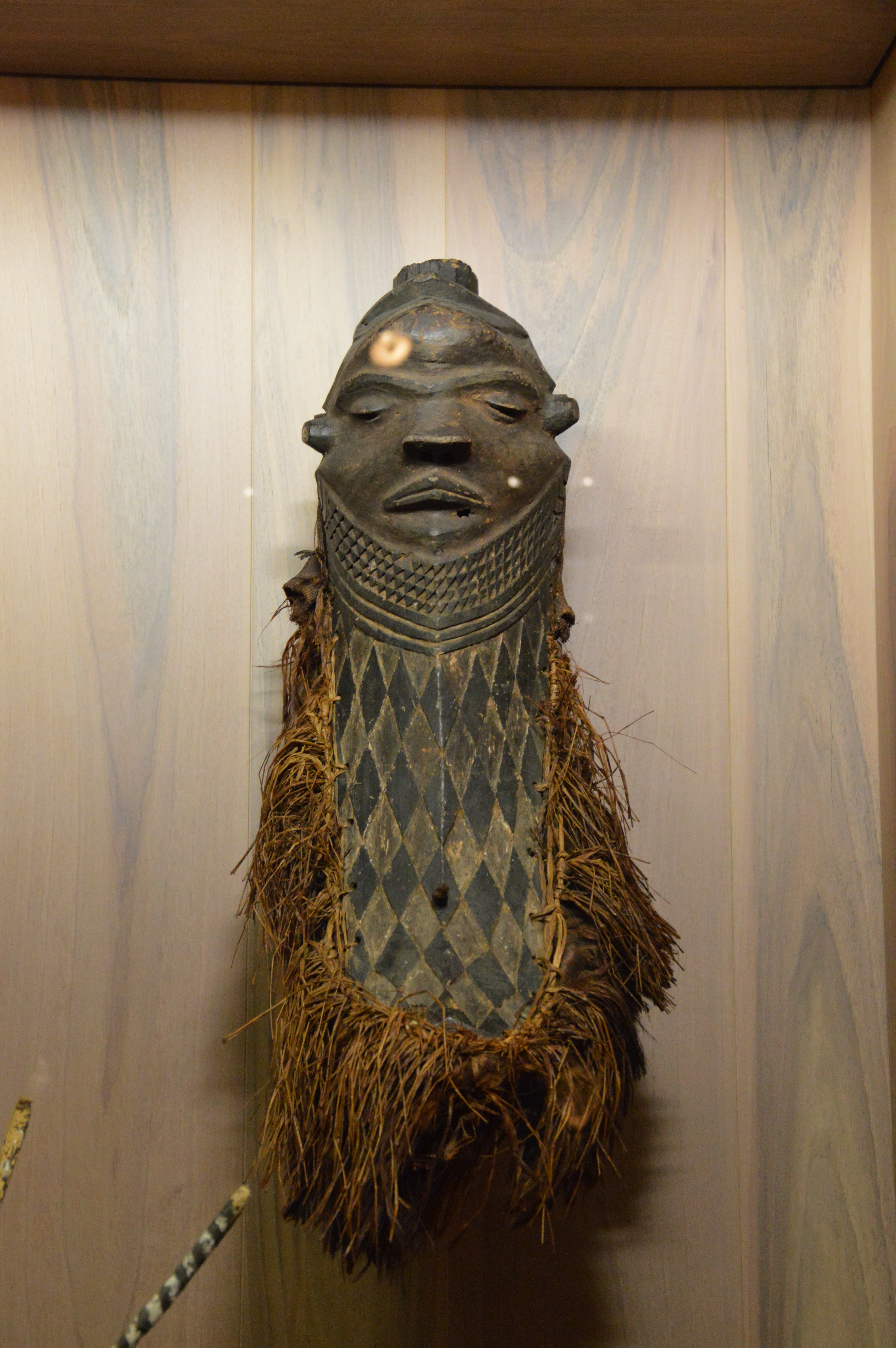
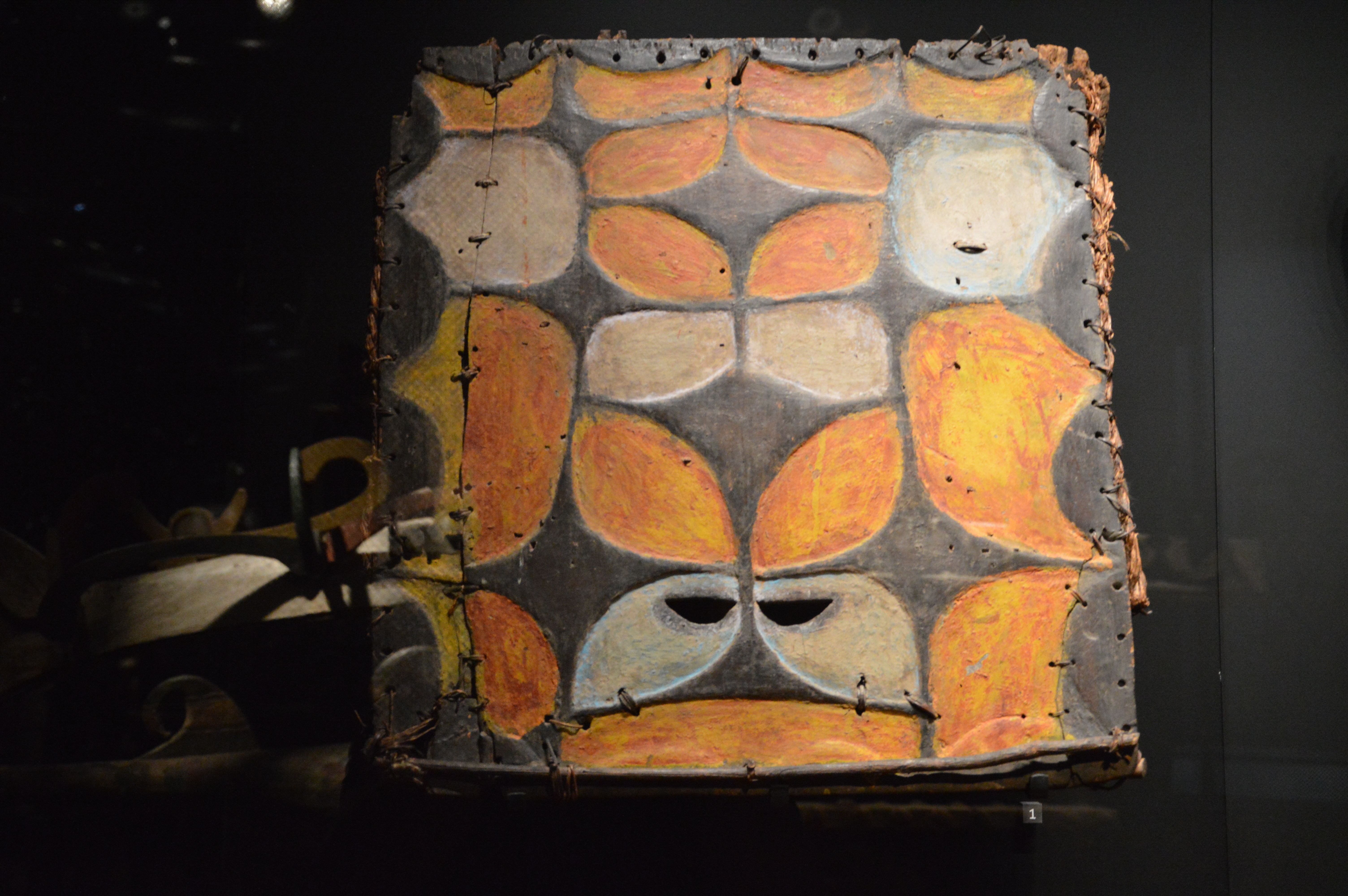

## روابط إضافية
موقع المتحف ( بلغة الإنجليزية والفرنسية )